# Lambersart
 Lambersart  es una población y comuna francesa, en la región de Norte-Paso de Calais, departamento de Norte, en el distrito de Lille y cantón de Lille-Ouest.

## Demografía
| Evolución demográfica  | Evolución demográfica | Evolución demográfica | Evolución demográfica | Evolución demográfica | Evolución demográfica | Evolución demográfica | Evolución demográfica | Evolución demográfica | Evolución demográfica |
| 1793                   | 1800                  | 1806                  | 1821                  | 1831                  | 1836                  | 1841                  | 1846                  | 1851                  | 1856                  |
| ---------------------- | --------------------- | --------------------- | --------------------- | --------------------- | --------------------- | --------------------- | --------------------- | --------------------- | --------------------- |
| 783                    | 734                   | 856                   | 852                   | 904                   | 966                   | 1026                  | 1161                  | 1219                  | 1328                  |
| 1861                   | 1866                  | 1872                  | 1876                  | 1881                  | 1886                  | 1891                  | 1896                  | 1901                  | 1906                  |
| 1615                   | 1852                  | 2240                  | 2425                  | 2775                  | 3450                  | 4050                  | 4820                  | 6804                  | 7984                  |
| 1911                   | 1921                  | 1926                  | 1931                  | 1936                  | 1946                  | 1954                  | 1962                  | 1968                  | 1975                  |
| 9326                   | 10 472                | 11 927                | 14 377                | 16 197                | 17 675                | 19 092                | 21 807                | 26 833                | 29 614                |
| 1982                   | 1990                  | 1999                  | 2007                  |                       |                       |                       |                       |                       |                       |
| 28.494                 | 28.275                | 28.131                | 28.410                |                       |                       |                       |                       |                       |                       |
| fuente=INSEE y Cassini |                       |                       |                       |                       |                       |                       |                       |                       |                       |